# Aurige de Mozia
L'Aurige de Mozia est une statue de marbre du deuxième quart du Ve siècle av. J.-C., découverte en 1979 à Motyé en Sicile.

## Découverte
Cette sculpture grecque, de style sévère ou ionique archaïque, a été découverte le 26 octobre 1979, lors des fouilles effectuées sur l'île de Mozia, dans la lagune de de Marsala, dans le secteur nord-est de l'île, entre le sanctuaire de Cappiddazzu et les murs de la cité punique.  

## Description
La statue représente un jeune homme athlétique, cambré, le poids du corps reposant sur la jambe gauche, et les bras disparus semblant avoir été le droit levé, le gauche sur le côté replié, avec la main dont on perçoit quelques phalanges sur la hanche. Les pieds ont également disparu. Ses cheveux sont coiffés en trois rangées de boucles. Cinq clous de bronze dans la tête portaient probablement un casque, ou couronne de la victoire.  
Il porte une longue et légère tunique, réalisée selon le style panneggio bagnato qui laisse penser qu'elle aurait été réalisé par un élève de Phidias ou des sculpteurs de Paros selon Olga Palagia. D'autres pensent qu'elle a été produite dans le sud de l'Italie (Ortiz, Polacco, Schröder) peut-être par Pythagore de Reggio (Jiri Frel, Rizza, Servais-Soyez, Knigge) ou en Sicile hellénique (Lagona, Dontas, Spigo, Bisi, Dörig, Ostby, La Rocca, Falsone, Guzzo, La Lomia, Precopi Lombardo, Yalouris), ou qu'elle est l'œuvre d'un grec punique (Di Vita) ou d'un punique (Tamburello).  

## Interprétations
Ni la date précise de l'œuvre (vers 470 ou après le milieu du ve siècle avant J.-C.) ni sa signification n'ont été clairement établies, malgré un nombre important d'études à son sujet.  
Sa posture, cambrée voire sensuelle, le port d'une tunique, attribut plutôt féminin dans la sculpture grecque qui figure les hommes le plus souvent nus, la bordure de la tunique et la ceinture pectorale orientale, et sa taille légèrement plus grande que la moyenne des statues grecques, rendent cette œuvre atypique et la livrent à des interprétations nombreuses et variées.  
L'opinion commune se partage entre la représentation d'un aurige victorieux (conducteur de char) ou un personnage lié à sa victoire, pour honorer la victoire d'un tyran, et celle d'une divinité punique comme Melkart (qui porterait alors une peau de lion) ou Baal, ou un Carthaginois important, tel Hamilcar de Giscon.  
D'autres interprétations plus originales ont été publiées : Dédale ailé arrivant chez Cacolos selon Stucchi -1986-87), un jeune homme travesti pour un culte aux yeux d'E Paribeni (1986), un danseur ou musicien homosexuel pour Maria Rosaria La Lomia (1988), un danseur de la pyrriché, danse armée selon N. Yalouris (1990), Pythagore selon German Hafner...  
Vincenzo Tusa pense lui qu'il est habillé à la manière phénico-punique. Carlo Odo Pavese et M. Bell identifient chacun la statue à Nikomachos, conducteur du quadrige de Théron, vainqueur aux Jeux Olympiques de -476, le premier voyant dans la tunique un chiton. Olga Palagia suppose qu'il s'agirait de l'une des deux statues d'un groupe sculpté à Paros et érigé à Himère pour y célébrer la victoire de Gélon sur les Carthaginois, lesquels auraient séparés les deux statues après la bataille de -409. L'ensemble représenterait alors un devin armé prédisant un succès militaire, dont la posture serait semblable à celle de l’Oinomaos du fronton est d’Olympie, et orné d'une ceinture prise aux vaincus. Lorenzo Nigro, professeur agrégé d'archéologie et d'histoire de l'art à l'Université La Sapienza de Rome, y reconnait Alcimédon, fils de Laercès, qu'Homère décrit dans  l'Iliade comme le conducteur du char d'Achille.  
Retrouvée enterrée, son origine fait également débat. Pour beaucoup, la statue est grecque, commanditée par une cité sicilienne et pillée par les Carthaginois qui l'emmènent dans leur colonie de Mozia. Elle a pu être cachée par les Carthaginois lors de leur guerre contre Denys l'Ancien (397 av. J.-C.) pour qu'elle ne soit pas prise par l'ennemi après qu'ils l'ont rapatrié à Mozia lors de la destruction de Sélinonte en -409 à moins que les Syracusains ne l'aient mis à terre pour voler son ornement en bronze.   
Dominique Fernandez voit la statue comme la « figuration idéale de l'homme-femme : viril par sa taille exceptionnelle, ses organes sexuels, sa prestance, féminin par sa pose, son déhanchement, sa recherche vestimentaire ». Il suggère que l’ambiguïté sexuelle de la statue expliquerait une valorisation nationale plus faible que d'autres artéfacts antiques italiens.

## Expositions

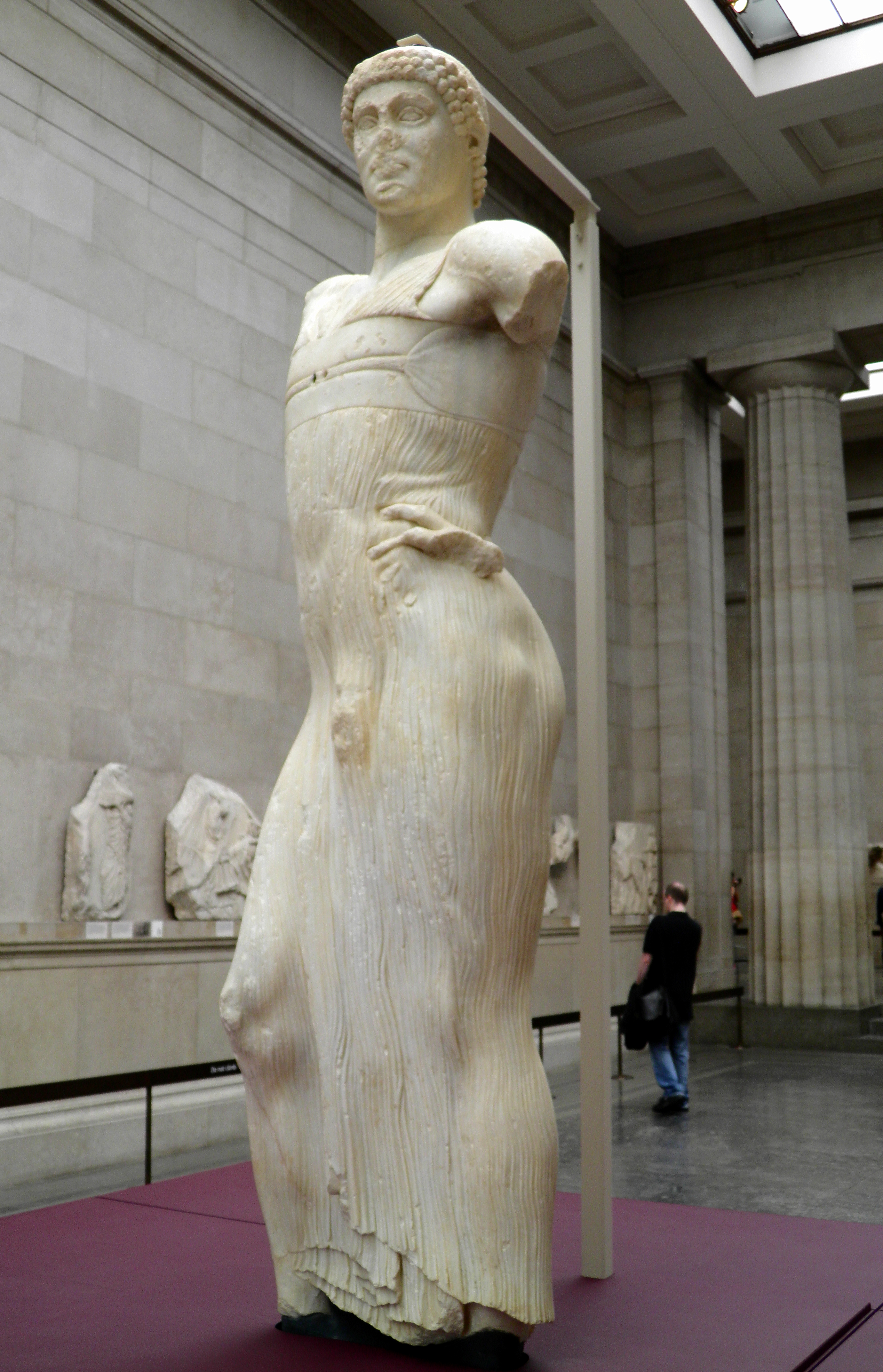
L'Aurige de Mozia au British Museum en 2012.

Bien conservée, elle est exposée dans le musée Whitaker de Mozia. Elle a été exposée à Venise à deux reprises, à Berlin, au British Museum lors des Jeux olympiques de Londres de 2012 puis au J. Paul Getty Museum de Malibu.